# Ancistrocerus lineativentris
Ancistrocerus lineativentris är en stekelart som beskrevs av Cameron 1906. Ancistrocerus lineativentris ingår i släktet murargetingar, och familjen Eumenidae.

## Underarter
Arten delas in i följande underarter:
- A. l. kamloopsensis
- A. l. sinopis